# Claude Lemaire
Claude Lemaire (* 21. Februar 1921; † 5. Februar 2004) war ein französischer Entomologe, Zoologe und Lepidopterologe.

## Leben
Nachdem er Volkswirtschaftslehre und Zivilrecht an der Universität Paris studiert hatte, promovierte er dort zum Dr. iur. Im Anschluss arbeitete er von 1949 bis 1956 in der Rechtsabteilung einer Bank und dann von 1957 bis 1959 als Auktionator beim Auktionshaus Drouot in Paris.
1972 wurde er Präsident der Société entomologique de France, 1992 Präsident der Association for Tropical Lepidoptera und zweimal Vizepräsident der Lepidopterists’ Society.
Er spezialisierte sich auf Pfauenspinner, veröffentlichte viele Aufsätze und Fachbücher und beschrieb viele Gattungen, Arten, Unterarten und Varietäten.

## Ehrungen
- 1971: Constant-Preis
- 1999: Karl-Jordan-Medaille
- 2003: Réaumur-Preis

## Werke
- Les saturniidae américains / The saturniidae of America. 2002.